# Tetrapterys acapulcensis
Tetrapterys acapulcensis är en tvåhjärtbladig växtart som beskrevs av Carl Sigismund Kunth. Tetrapterys acapulcensis ingår i släktet Tetrapterys och familjen Malpighiaceae. Inga underarter finns listade i Catalogue of Life.